# Rozchodnikowiec Ewersa
Rozchodnikowiec Ewersa (Hylotelephium ewersii) – gatunek rośliny z rodziny gruboszowatych (Crassulaceae). Pochodzi z Azji (Afganistan, Ałtaj, Kirgistan, Kazachstan, Tadżykistan, Mongolia, Chiny, Pakistan, Indie). Jest uprawiany w wielu krajach jako roślina ozdobna, przez ogrodników dość często nazywany jest (błędnie) rozchodnikiem Ewersa (Sedum ewersii).

## Morfologia i biologia
PokrójBylina, hemikryptofit. Niski sukulent tworzący płożące się po ziemi grube i mięsiste, rozgałęzione pędy o czerwonobrunatnym zabarwieniu. Osiąga wysokość do 20 cm.
LiścieUlistnienie skrętoległe, liście jajowate, o długości do 25 mm, mięsiste. Pokryte są woskiem, mają niebieskawą barwę i podczas kwitnienia zaczynają stopniowo opadać.
KwiatyRóżowe, promieniste, na szczytach pędów. Kwitnie od wiosny do późnego lata.

## Zastosowanie i uprawa
- Nadaje się do ogrodów skalnych i wrzosowiskowych, szczególnie na murki i szczeliny skalne, tak, by jego pędy zwisały, może też być w ogródkach tych sadzony pomiędzy kamieniami[5]. Może być sadzony pojedynczo, lub w grupach po 2-9 roślina na 1 m²[5]. Uprawiany jest ze względu na ładny pokrój i barwę pędów, ozdobne liście i kwiaty.
- Może być uprawiany w strefach klimatycznych 4-9[4]. Preferuje żyzne i przepuszczalne gleby, ale rośnie też w każdej glebie ogrodowej[4]. Powinien mieć stanowisko słoneczne. Po przekwitnieniu ścina się nadziemne pędy[5]. Rozmnaża się go przez podział bryły korzeniowej lub przez sadzonki pędowe.